# Coupe de Suisse de football 1926-1927
Navigation
Édition précédente Édition suivante
La Coupe de Suisse 1926-1927 est la deuxième édition de la Coupe de Suisse, elle débute le 5 septembre 1926 et s'achève le 3 avril 1927 avec la victoire du Grasshopper Club Zurich qui remporte son deuxième titre.

## Compétition

### Quarts de finale
Les quarts de finale ont lieu le 6 février 1927.
| Équipe 1          | Résultat | Équipe 2                |
| ----------------- | -------- | ----------------------- |
| FC Lugano         | 2 – 3    | Grasshopper Club Zurich |
| FC Solothurn      | 0 - 1    | FC Berne                |
| FC Nordstern Bâle | 1 - 0    | FC Granges              |
| Young Fellows     | 4 - 0    | Young Boys Berne        |

### Demi-finales
Les demi finales ont lieu le 6 mars 1927.
| Équipe 1          | Résultat | Équipe 2                |
| ----------------- | -------- | ----------------------- |
| FC Berne          | 0 – 2    | Grasshopper Club Zurich |
| FC Nordstern Bâle | 2 - 3    | Young Fellows           |

### Finale
| 3 avril 1927 | Grasshopper Club Zurich | 3 - 1   | Young Fellows | Förrlibuck, Zurich   |                      |
|              |                         | (0 - 0) |               | Spectateurs : 15 000 | Spectateurs : 15 000 |